# Topografia festonada
La topografia festonada (el terme original utilitzat en anglès és "scalloped topography") és una configuració particular del terreny del planeta Mart, consistent en la presència de grups de suaus depressions que conformen un paisatge característic ple de sinuoses empremtes arrodonides. És comú a les latituds mitjanes, entre els 45° i els 60° de latitud nord i sud. Està particularment present a les regions d'Utopia Planitia a l'hemisferi nord, i de Peneus i Amphitrites Paterae a l'hemisferi sud.

## Morfologia
Aquesta topografia consta de depressions superficials sense perfils marcats, amb vores ondulades, generalment denominades com a "depressions festonades" o senzillament "festons". Poden estar aïllades o presentar-se en cúmuls, i de vegades apareixen com a estructures coalescents.
Els festons presenten normalment desenes de metres de profunditat i des d'uns pocs centenars a uns pocs milers de metres de diàmetre. Poden ser gairebé circulars o allargats. Alguns semblen haver coalescut causant la formació d'extensos terrenys plens de depressions que n'estan connectades.
Els festons habitualment mostren un pendent suau al costat orientat a l'equador i un esglaó més pronunciat al costat oposat. Aquesta asimetria probablement és deguda a diferències d'insolació. Es pensa que aquestes depressions es formen per l'extracció del material del subsòl, possiblement gel intersticial per un fenomen de sublimació (transició directa d'un material de sòlid a la fase gasosa sense etapa líquida intermèdia). Aquest procés encara es pot estar donant actualment. La importància d'aquesta topografia per a la colonització futura de Mart és que pot assenyalar la presència de dipòsits de gel pur.

## Formació
Un estudi publicat a la revista Icarus, va trobar que la formació de la topografia festonada pot ser produïda per la pèrdua de gel d'aigua del subsòl per sublimació sota les condicions actuals del clima marcià, al llarg de períodes de desenes de milers d'anys. Es pensa que les depressions es podrien originar a partir de petites esquerdes del terreny (com impactes d'aeròlits), enfosquiments locals de la superfície, zones d'erosió, o esquerdes de contracció tèrmica. Les esquerdes són comunes a les zones de terreny gelat a la Terra. El seu model pronostica que aquestes depressions festonades es desenvolupen quan el terreny inclou quantitats grans de gel pur fins a moltes desenes de metres de profunditat. En conseqüència, poden servir com a indicadors de grans dipòsits de gel pur. El gel a i al voltant de les zones de topografia festonades no és gel intersticial del terreny, sinó que probablement té una puresa del 99%, com va determinar la missió Phoenix.
El Radar Subsuperficial (SHARAD) a bord del Mars Reconnaissance Orbiter (que pot detectar capes riques en gel només quan tenen un gruix de més de 10–20 metres sobre àrees àmplies) ha descobert gel en regions de topografia festonada.
Es continua treballant en els detalls de la formació de topografia escalonada. Un estudi publicat el 2016 a Icarus proposa un procés en cinc passos.
1. Canvis Importants en la inclinació del planeta van canviar el clima, provocant la formació d'un mantell gelat.
2. Diverses condicions causen que el mantell es fongui o evapori.
3. L'aigua del desglaç es filtra a la terra, almenys a la profunditat de les depressions festonades.
4. La congelació i la fosa del gel produeix noves masses de gel (lluentons de gel).
5. Amb un altre canvi d'inclinació del planeta i del seu clima, les masses de gel se sublimen, formant-se les depressions festonades.[18]

A Utopia Planitia, una sèrie de crestes curvilínies paral·leles al pendent estan gravades sobre la superfície de grans depressions festonades, possiblement representant etapes diferents de l'erosió dels pendents. Recentment, altres investigadors han avançat la idea que les crestes representen les parts superiors dels estrats del terreny. De vegades la superfície al voltant del terreny festonejat mostra un aspecte "estampat", caracteritzat per un patró regular de fractures poligonals. Aquests patrons indiquen que la superfície ha experimentat tensions, potser causades per subsidiència, dessecació o contracció tèrmica. Aquests patrons són comuns en àrees periglaciars a la Terra. Terrenys festonats a Utopia Planitia mostren patrons poligonals característics de mides diferents: petits (aproximadament 5–10 m) als pendents, i més grans (30–50 m) als terrenys circumdants. Aquestes diferències d'escala poden indicar variacions locals a les concentracions de gel del terreny.

## Detecció de gel subterrani

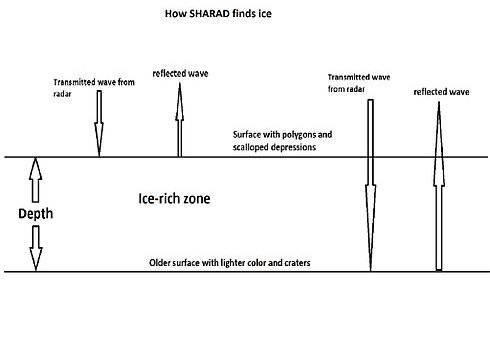
SHARAD detecta el gel mesurant els ecos de radar de la superfície i una superfície baixa més profunda. La profunditat de la capa més baixa es va comprovar mitjançant les imatges HiRISE de les depressions de la superfície.

El 22 de novembre de 2016, la NASA va informar que havia trobat una gran quantitat de gel subterrani a la regió Utopia Planitia de Mart. El volum d'aigua detectat ha estat estimat com a equivalent a l'aigua continguda al Llac Superior.
Els càlculs per al volum de gel d'aigua a la regió es van basar en mesures realitzades pel radar a bord del Mars Reconnaissance Orbiter, anomenat SHARAD.
A partir de les dades obtingudes pel SHARAD, es va poder determinar la “permitivitat dielèctrica”, o la constant dielèctrica, i es va calcular la quantitat de penetració del radar pel seu reflex en el fons de la capa rica en gel. La profunditat del reflex es va establir examinant fotografies d'alta resolució de les diferents ubicacions, atès que certs llocs presenten buits o finestres a la capa rica en gel, on els mapes topogràfics presos pel MOLA permeten mesurar directament la profunditat. La part superior de la capa rica en gel va mostrar polígons, depressions festonejades, i cràters desenterrats, tots ells considerats indicadors de la presència de gel.
Al fons de les zones buides apareix una superfície totalment diferent, d'un color diferent i plena de cràters; coincidint amb el reflex visualitzat en els ecos del radar.
La constant dielèctrica, de la mitjana sobre l'àrea sencera va resultar ser de 2,8. El gel d'aigua sòlid té una constant dielèctrica de 3.0-3.2. La roca basàltica habitual sobre la superfície de Mart té una constant de 8. Així que utilitzant un esquema ternari segons un article publicat per Ali Bramson et al., els investigadors van estimar que la capa rica en gel era una barreja composta d'un 50-80% de gel d'aigua, d'un 0-30% de contingut pedregós i d'una porositat del 15-50%.

## Galeria

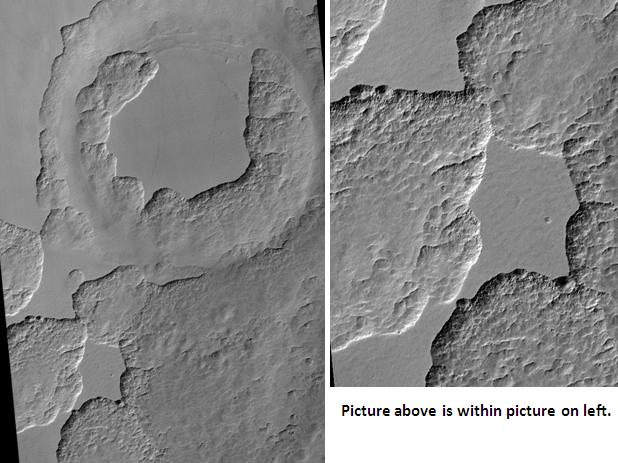
Terreny festonat a Peneus Patera (imatge HiRISE). Aquest terreny és força comú en algunes àrees de Mart.
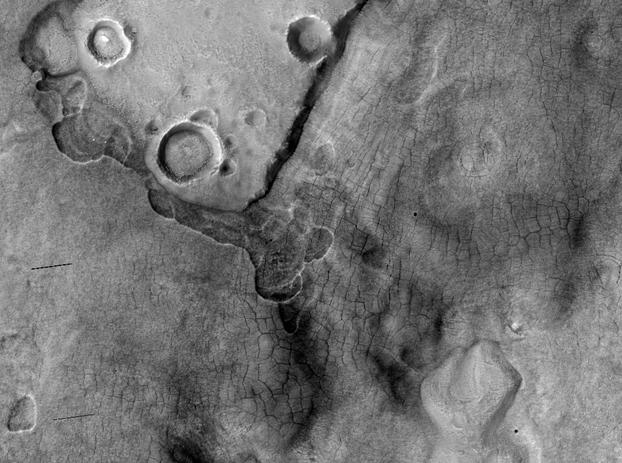
Formes periglacials a Utopia (imatge HiRISE).
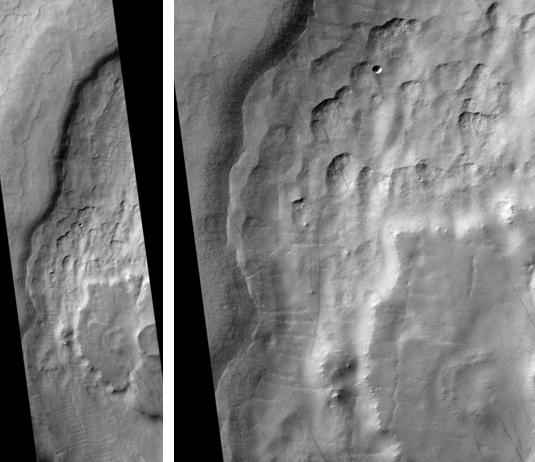
Mad Vallis (HiRISE). Detall.
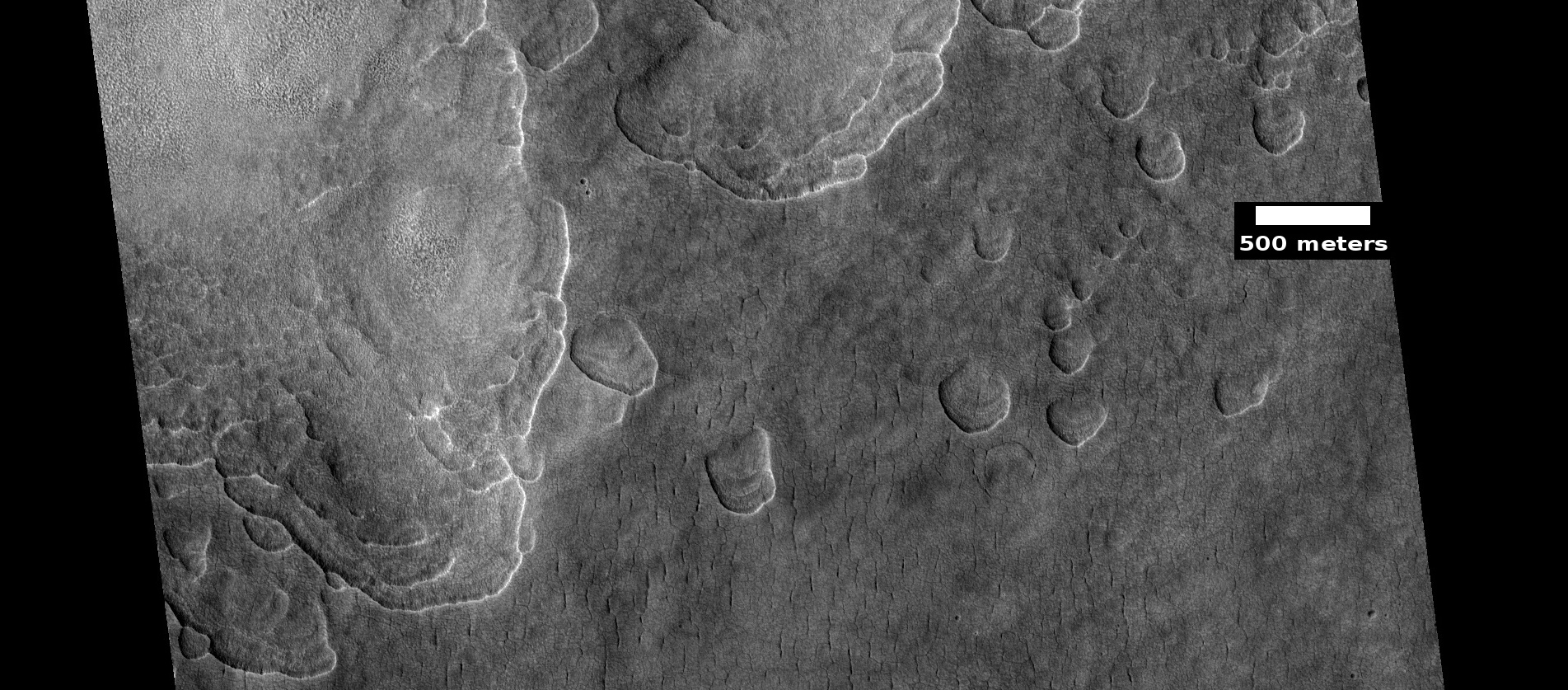
Topografía festoneada (imagen HiRISE).
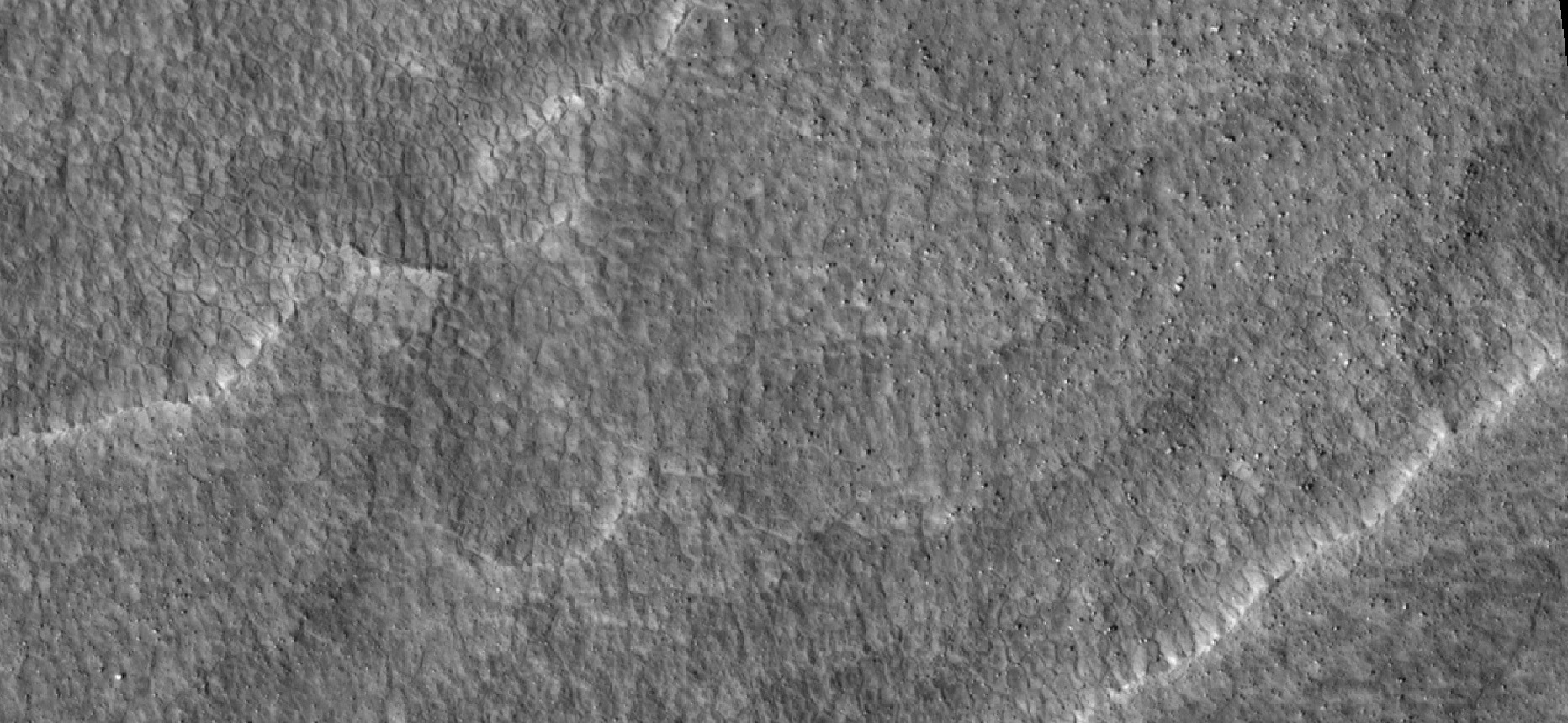
Detalle de un terreno festoneado (imagen HiRISE). La superficie está dividida en polígonos; que son formas comunes donde el suelo se congela y se deshiela.
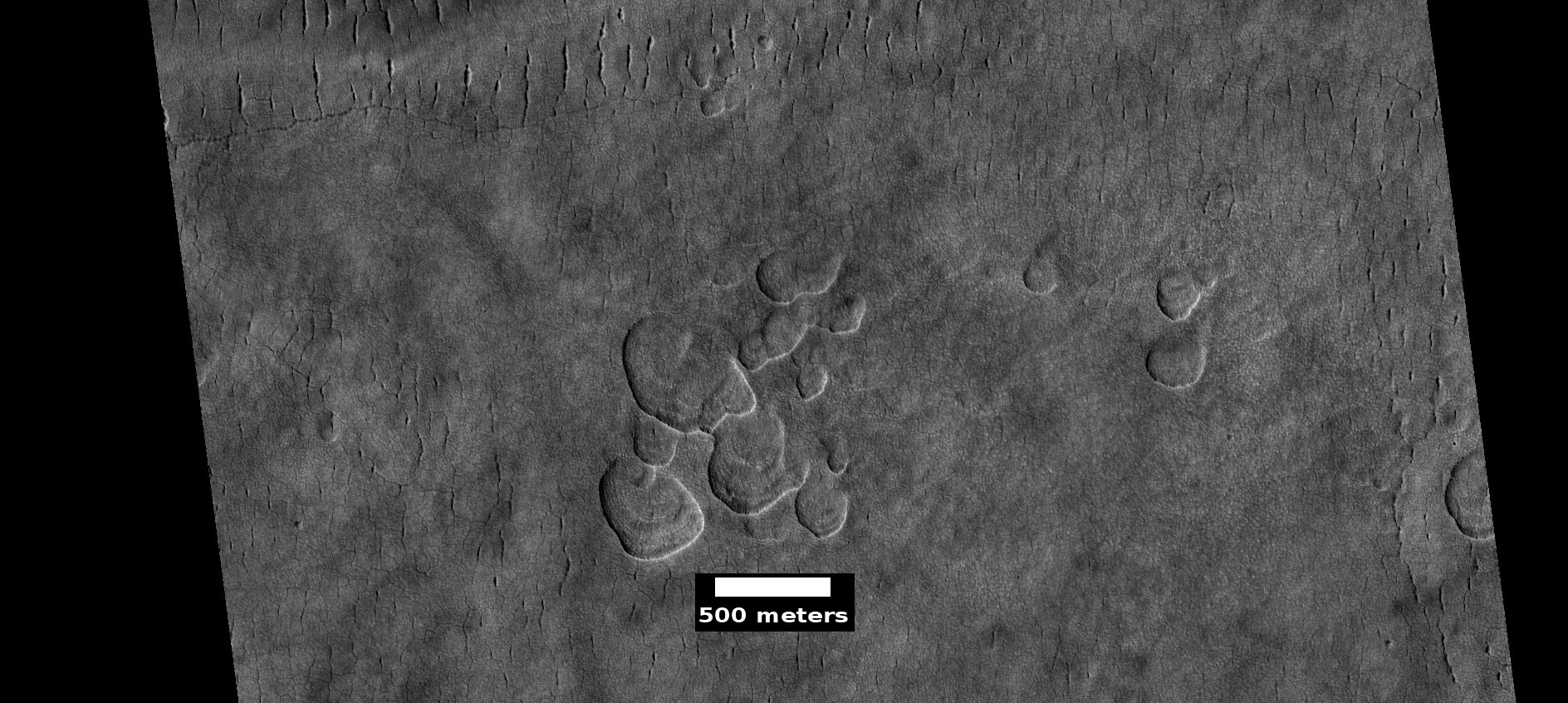
Otra vista de una zona festoneada (imagen HiRISE).
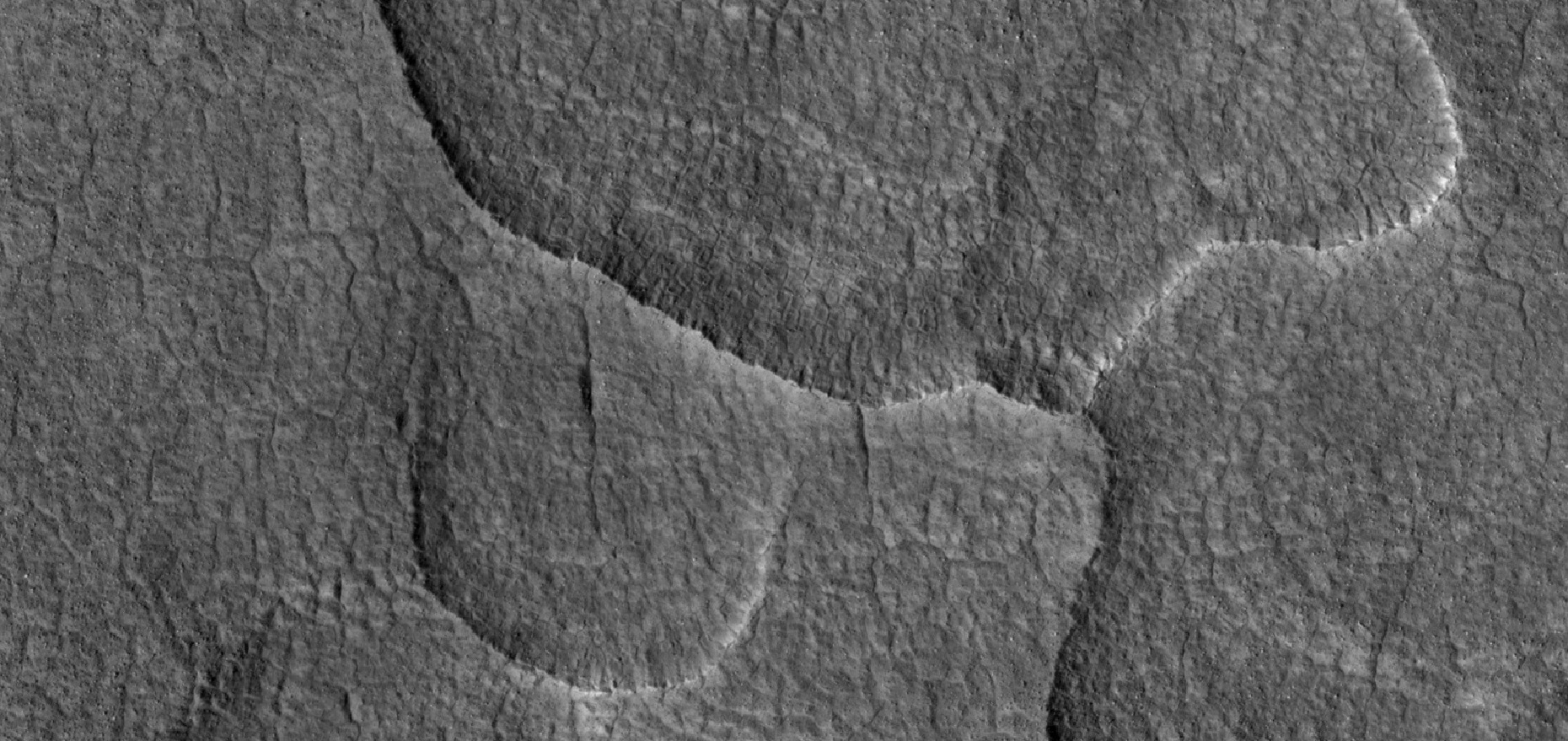
Superficie dividida en polígonos (imagen HiRISE).
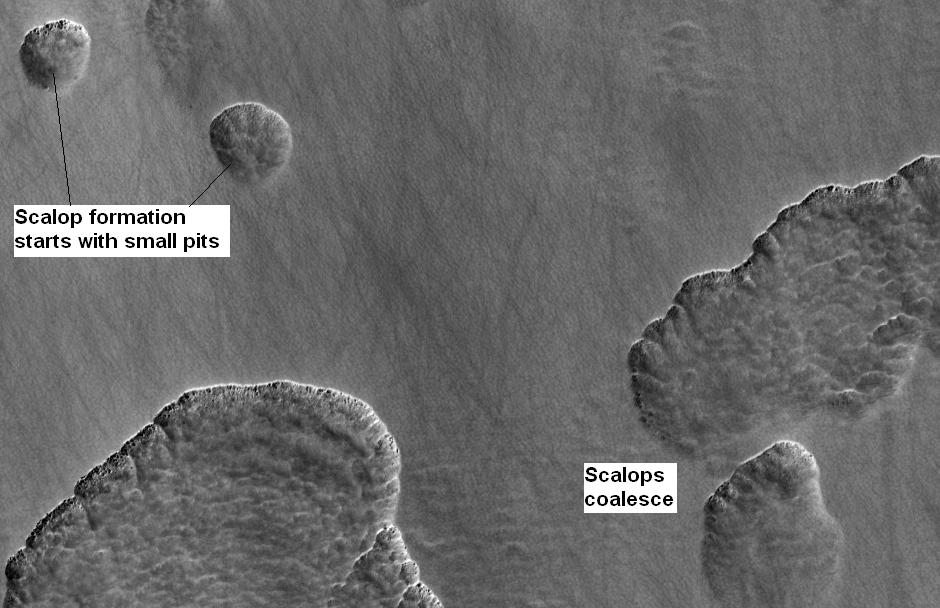
Etapas en formación de un festón en el cuadrángulo Hellas (imagen HiRISE).
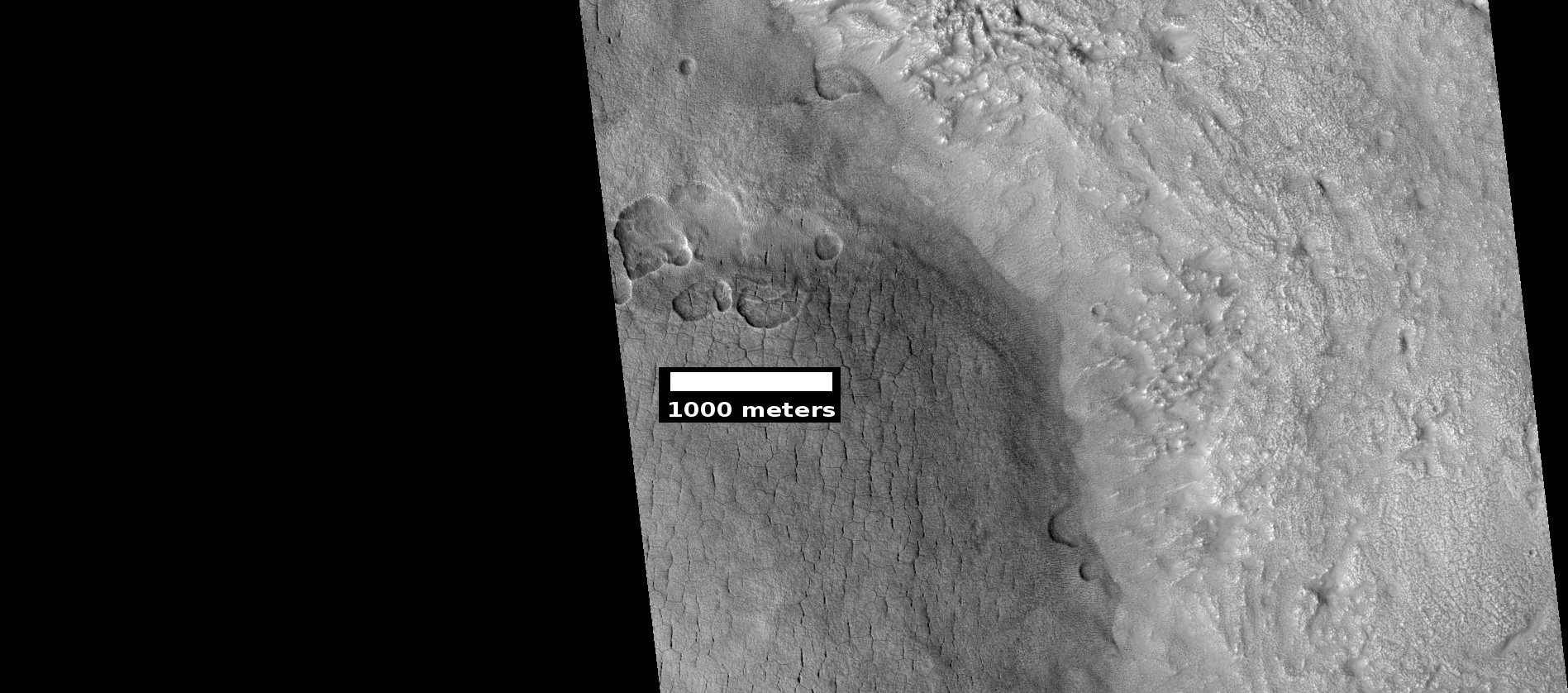
Polígonos y festones periglaciales (imagen HiRISE).
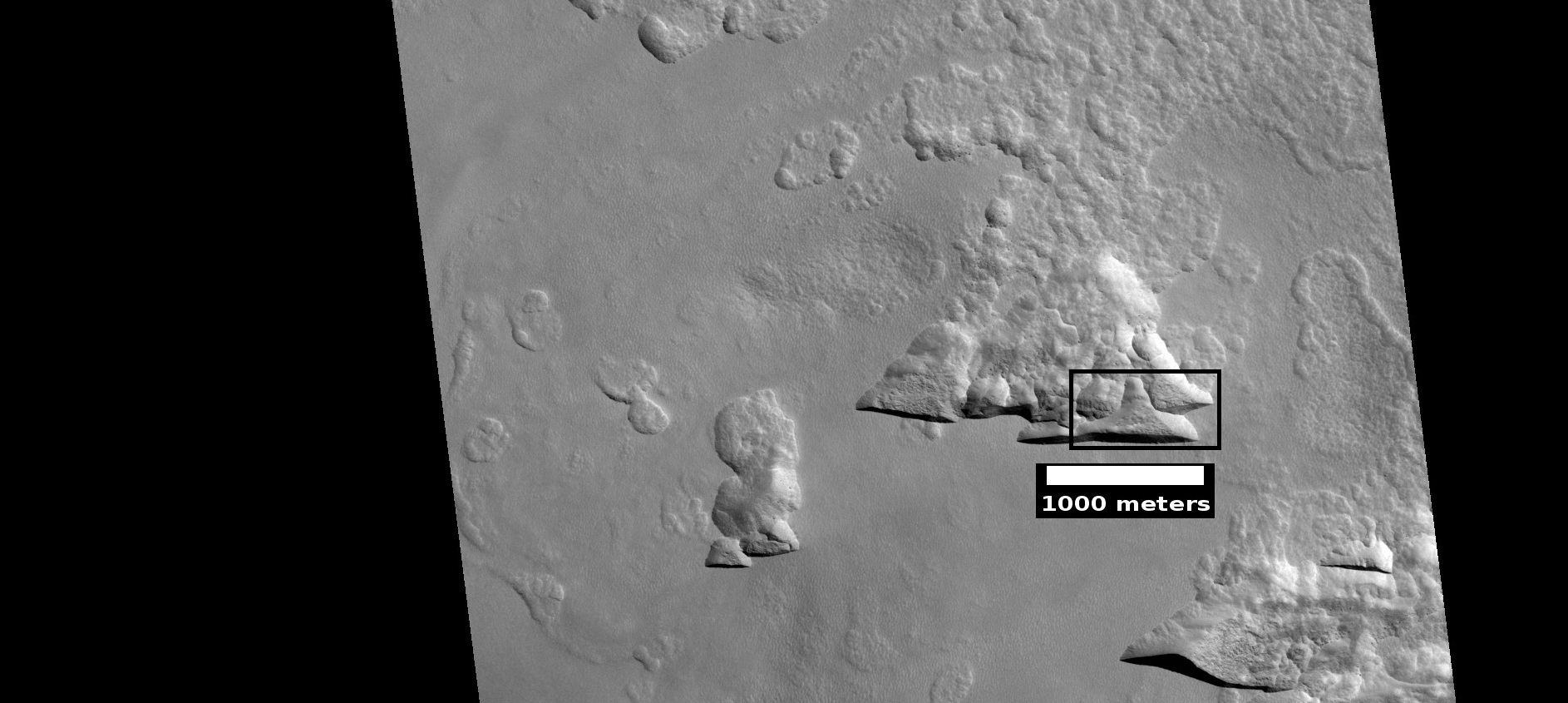
Variació del terreny festonat en depressions amb parets del sud rectes (imatge HiRISE). El rectangle indica la part ampliada a les imatges següents.
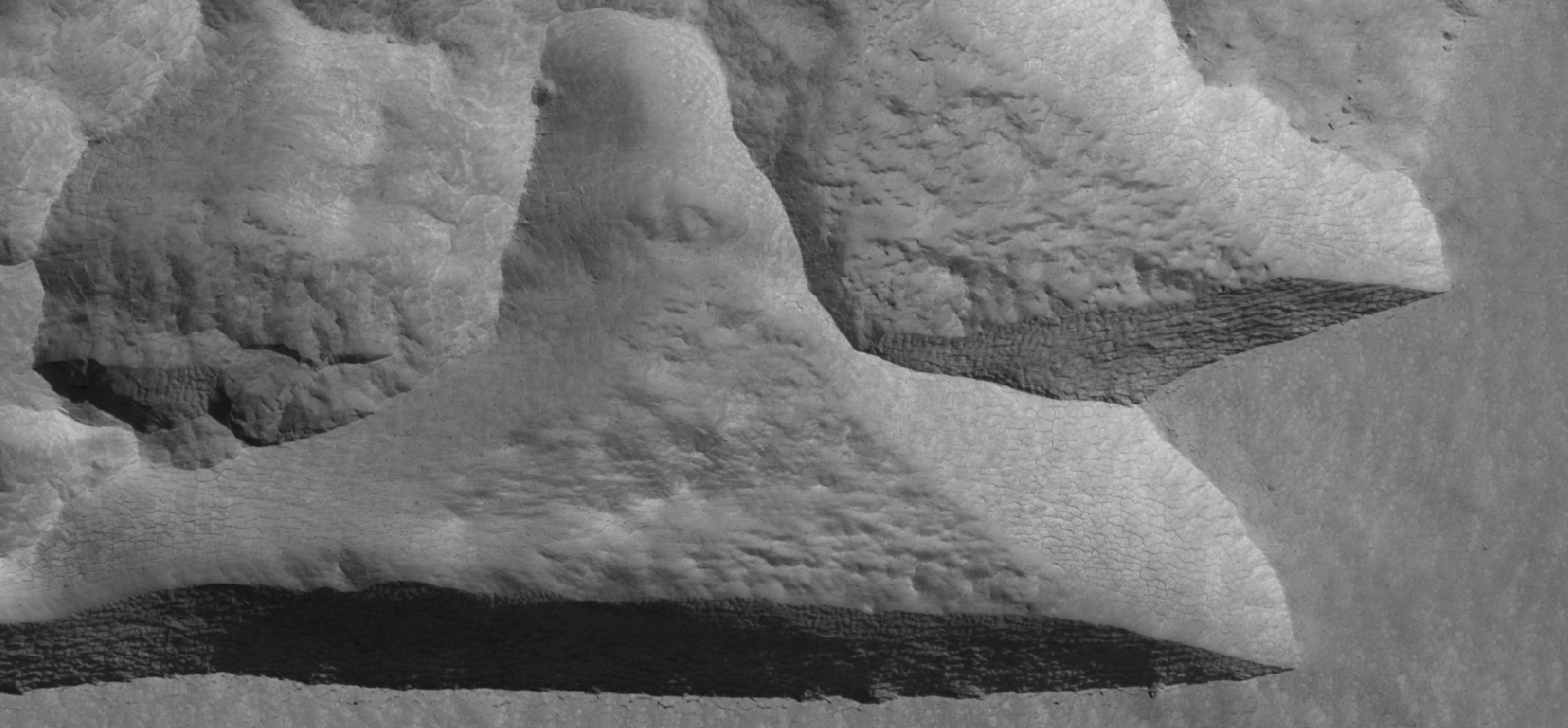
Ampliació de la depressió emmurallada en recta (imatge HiRISE). La paret del sud és més fosca que la paret del nord.
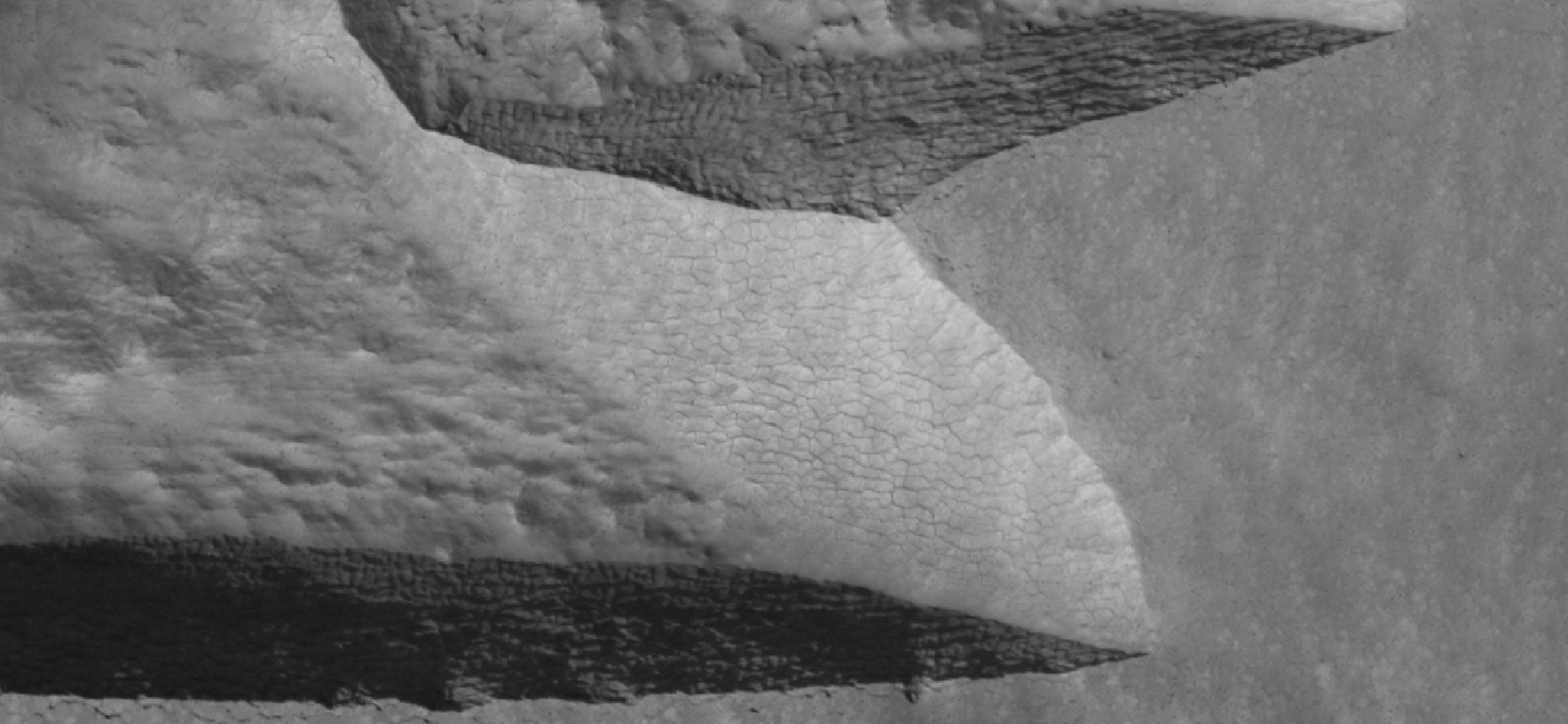
Ampliació més detallada de la imatge anterior (imatge HiRISE).

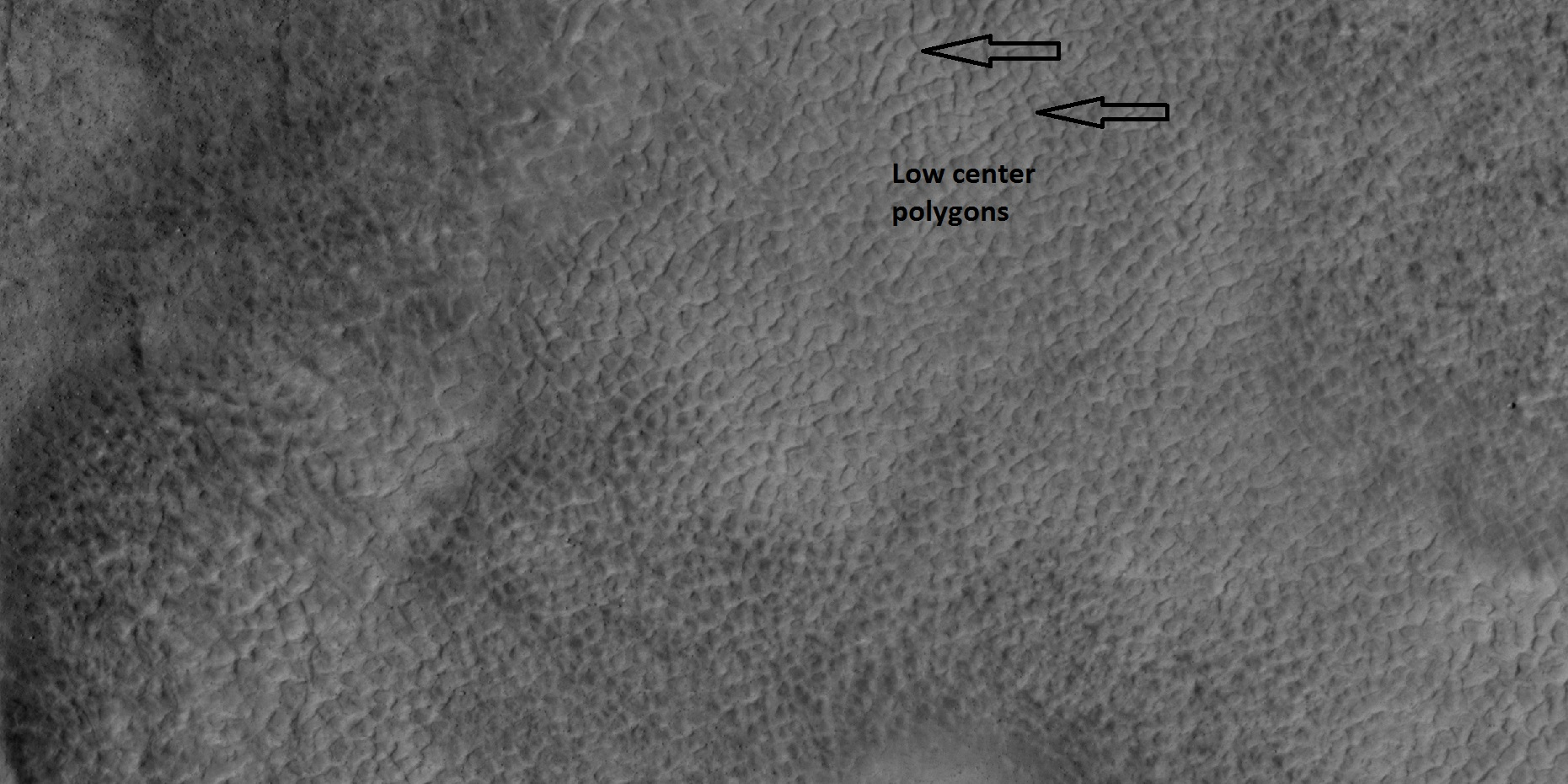
Polígons de centre baix, mostrats amb fletxes (imatge HiRISE).
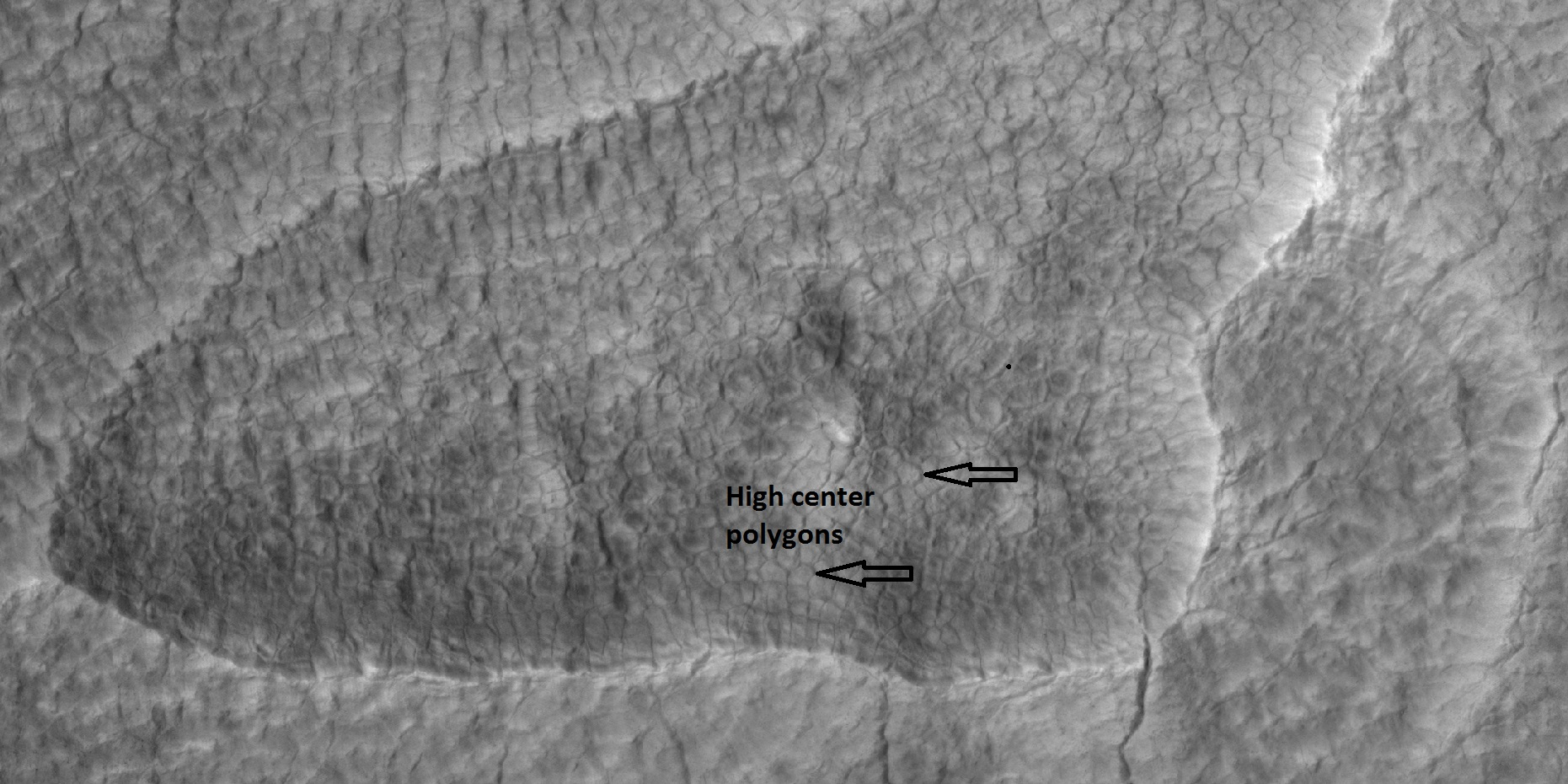
Polígons de centre alt, mostrats amb fletxes (imatge HiRISE).
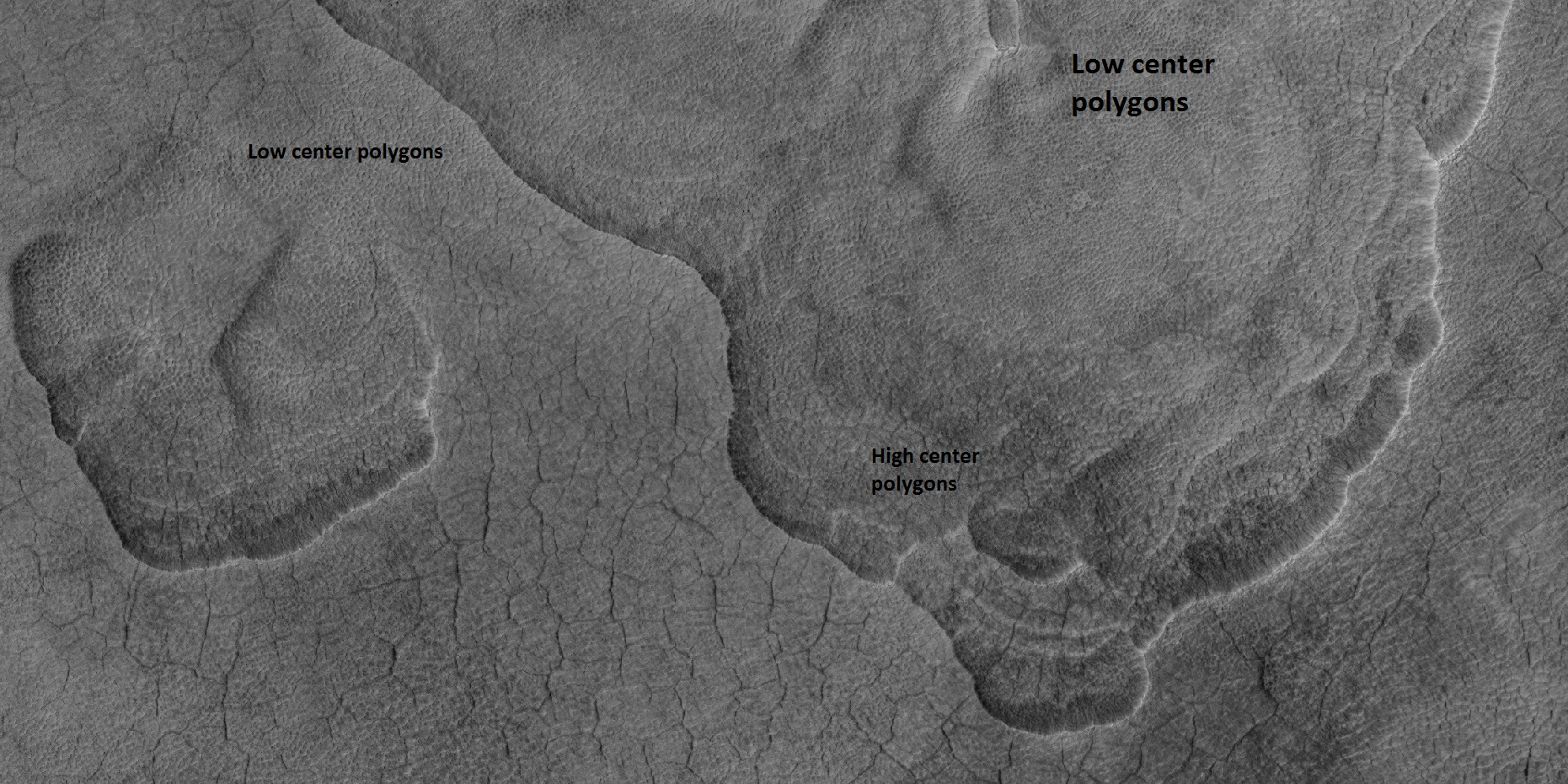
Terreny festonat marcat amb els polígons anteriors (imatge HiRISE).